# Christi-Himmelfahrts-Kirche (Žabari)

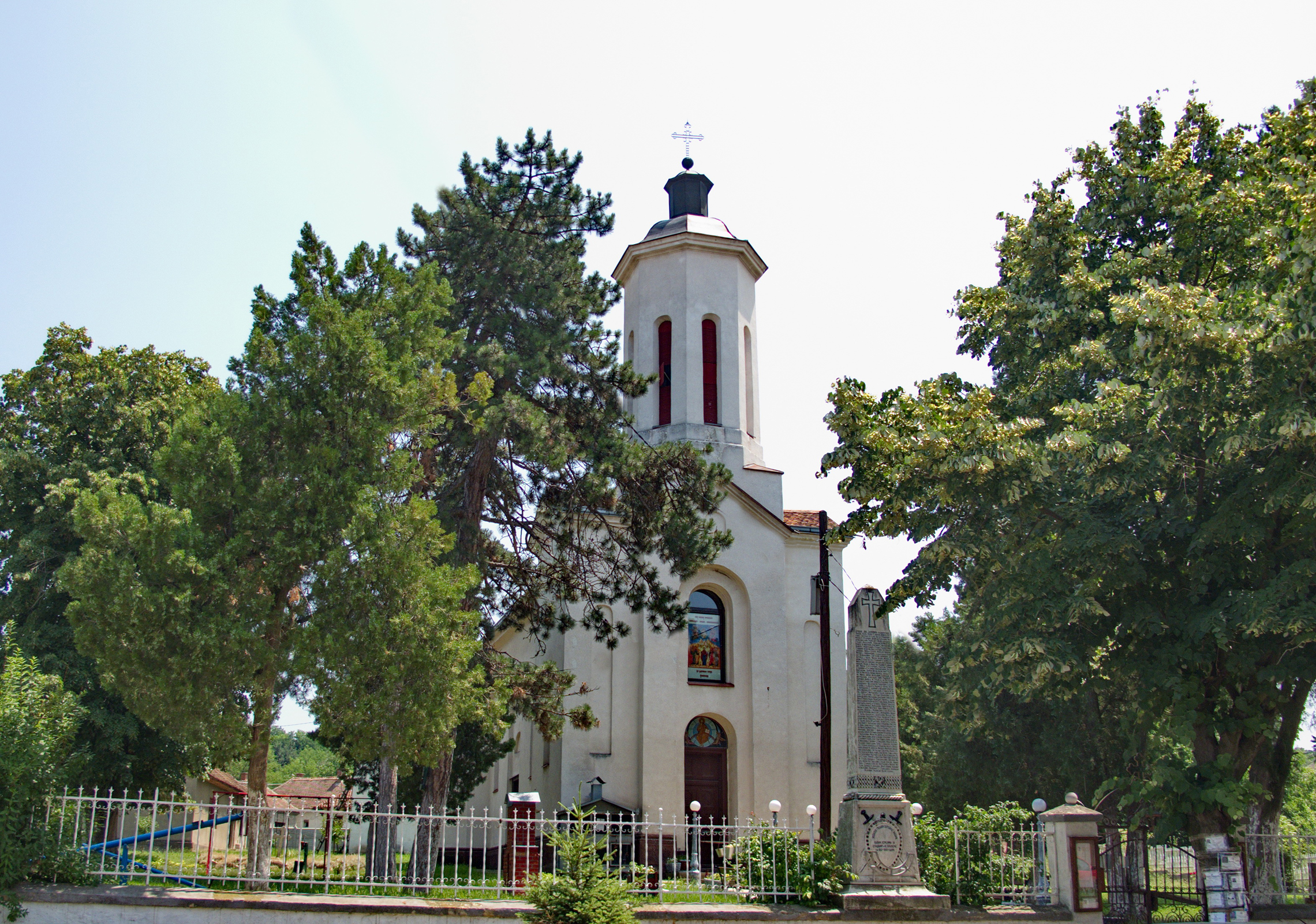
Die Christi-Himmelfahrts-Kirche

Die Christi-Himmelfahrts-Kirche (serbisch Црква Вазнесења Господњег Crkva Vaznesenja Gospodnjeg) ist eine Serbisch-Orthodoxe Kirche in Žabari, einem Ort im Okrug Braničevo im östlichen Zentralserbien. 
Erbaut und eingeweiht wurde die Kirche 1874. Sie ist der Himmelfahrt Christi geweiht. Die Kirche gehört zur Eparchie Braničevo der Serbisch-Orthodoxen Kirche. Sie ist ein staatlich geschütztes Kulturdenkmal.

## Lage
Die Kirche befindet sich im Süden des um die 1.100 Einwohner zählenden Ortes an der Hauptstraße Ulica Kneza Miloša. Die als Regionalstraße Požarevac-Svilajnac dient. Žabari ist das Gemeindezentrum der Opština Žabari. Im Kirchhof befindet sich ein Denkmal für die gefallenen Soldaten dieser Gegend in den serbischen Befreiungskriegen von 1912 bis 1918.

## Geschichte und Architektur
Die Christi-Himmelfahrts-Kirche ist im Stil des Klassizismus 1874 erbaut worden.
Räumlich ist die Kirche in eine Altar-Apsis im Osten, ein einschiffiges Kirchenschiff und einen Narthex mit einer Galerie, über der sich der Kirchturm erhebt, im Westen gegliedert. Zudem befinden sich an den Seiten des Kirchenschiffs halbrunde Konchenchöre. Der Eingang der Kirche befindet sich im Westen. Der Bau des Altars im Osten und des Kirchturmes im Westen ist eine traditionelle Kirchenbauweise in der Orthodoxen Kirche. 
Die einfache und bescheidene Fassadendekoration der Kirche dominieren ein Satteldach mit Dachgesims und hoche Bogenmonoforien. Sonst ist die Kirche in einem grau-weißen Farbton ohne besondere Dekorationselemente gehalten, wobei die Westseite einige Dekorationselemente zeigt. Über dem Kircheneingang befinden sich zwei Ikonenfresken.

### Ikonostase und Fresken
Besonders wertvoll ist die Ikonostase der Kirche im Stile des Klassizismus mit eingesetzten Golddekorationselementen aus dem Barock und Rokoko. Die Ikonen auf der Ikonostase malte Dimitrije Posniković während der 1880er Jahre. 
Posniković oder einem anderen Meister aus seiner Ikonenwerkstatt wird auch die Gottesmutter-Freske auf dem Gewölbe des Altarraums zugeschrieben. Die übrigen Fresken in der Kirche sind jüngeren Datums und ein Werk des akademischen Malers Dušan Mojsilović-Sid aus dem Jahre 1988. Die über den schwer beschädigten Freskenkompositionen von Todor Farafanov aus dem Jahre 1938 übermalt worden. Die Kirche besitzt einige Ikonen sowie auch weitere Kirchengegenstände und Bücher aus dem 19. Jahrhundert.